# PEA15
La fosfoproteína astrocítica 15 (PEA15) es una proteína codificada en humanos por el gen pea15.
La proteína PEA15 contiene un dominio efector de muerte (DED) y se expresa de forma predominante en el sistema nervioso central, particularmente en astrocitos.

## Interacciones
La proteína PEA15 ha demostrado ser capaz de interaccionar con:
- Fosfolipasa D1[3]
- Caspasa 8[4][5]
- MAPK1[6]
- FADD[4][5]
- RPS6KA3[7]